# ジェニースター
『ジェニースター』は、ジェニーハイの2枚目のオリジナル・アルバム。2021年9月1日にワーナーミュージック・ジャパンから発売された。

## 概要
前作『ジェニーハイストーリー』から約1年9か月ぶりのリリースとなる2作目のオリジナル・アルバムである。
今作は、ポップやシニカルさなどが特徴のラヴソングの「コクーンさん」、ちゃんみなとのコラボ曲「華奢なリップ (feat.ちゃんみな)」を含んだ、ジェニーハイらしさを兼ね備えた楽曲から季節感のあるエモーショナルな楽曲まで全12曲が収録されている。
初回限定盤（CD+DVD：WPZL-31892-3）、初回限定盤（CD+Blu-ray：WPZL-31894-5）、通常盤（CD：WPCL-13323）の計3形態での発売。
初回限定盤は、トールサイズデジパック仕様となっていて、オリジナル漫画掲載「ジェニースターZINE」を封入。
初回限定盤の特典映像は、ジェニーハイ全21曲名演集、バックステージの模様となっている。
新曲「夏嵐」のミュージックビデオには日向坂46の金村美玖が出演している。7月末から先行配信がスタートしている。

## 収録曲
CD
全作詞・作曲：川谷絵音
1. 華奢なリップ (feat.ちゃんみな) (4:29)
作詞：ちゃんみな / 編曲：えつこ、MELRAW
  - 6th配信シングル。
2. 夏嵐 (3:15)[4][5]
編曲：えつこ、徳澤青弦
  - アルバムリード曲[6]。
3. バイトリーダー典子 (3:27)
編曲：えつこ
4. BABY LADY (3:27)
編曲：えつこ
5. コクーンさん (3:41)
編曲：えつこ、徳澤青弦
  - 5th配信シングル。
6. 良いんだって (2:22)
編曲：MELRAW
7. ルービックラブ (3:36)
編曲：えつこ
8. ジェニーハイボックス (2:38)
編曲：MELRAW
  - 4th配信シングル『ジェニーハイウォッシュ』の原型となった曲。
9. 卓球モンキー (3:41)
編曲：えつこ
  - アルバム発売後にMVが製作・公開された[8]。なお、曲とMVでは間奏の台詞がそれぞれ違っている。
10. クリスとマス (3:36)
編曲：えつこ
11. ジェニースター (3:39)
編曲：MELRAW
  - タイトル曲。アルバム発売日にMVが公開された[9]。
12. シャンディー (3:40)
編曲：えつこ

DVD・Blu-ray（初回限定盤）
ジェニーハイ ONEMAN TOUR 2020「みんなのジェニー」2020.2.18@Zepp Divercity Tokyo
1. ジェニーハイのテーマ
2. 愛しのジェニー
3. ヘチマラップ
4. バレンタイン泥棒
5. グータラ節
6. シャミナミ
7. 良いんだって
8. ジェニーハイラプソディー
9. 不便な可愛げ(feat. アイナ・ジ・エンド)
10. 片目で異常に恋してる
11. ジェニーハイボックス
12. 即興ソングコーナー

ジェニーハイ無観客ワンマンライブ「ベイビージェニー」2020.10.27@Zepp Tokyo
1. ジェニーハイのテーマ
2. ダイエッター典子
3. 強がりと弱虫
4. プリマドンナ
5. 東京は雨
6. コクーンさん
7. まるで幸せ

ジェニーハイ1stフルアルバム『ジェニーハイストーリー』リリース記念フリーライブ2019.11.27@六本木ヒルズアリーナ
1. ジェニーハイのテーマ
2. ランデブーに逃避行

## ミュージック・ビデオ
夏嵐
- 監督：大久保拓朗[10] / 振付：Seishiro[11]

本作は、爽快で疾走感溢れる、夏の切ないイメージの楽曲となっており、ミュージックビデオでは全編に日向坂46の金村美玖が出演していて、夏休みの校内で色々なダンスを披露し、思わず踊りだしたくなるような雰囲気を体現している。
ジェニーハイMV史上初のメンバー出演の無い作品となっており、これまでの同バンドのイメージを覆した作品に仕上げられている。
ジェニースター
- 監督：内山大輔（ZYLA）[12]

卓球モンキー
- 監督：林希[13]

## 関連番組
- M-ON! SPECIAL 「ジェニーハイ（2021年9月3日）[14][注 1]

## クレジット

### ジェニーハイ
- 川谷絵音 - Guitar
- 小籔千豊 - Drums
- くっきー! - Bass
- 中嶋イッキュウ - Vocal
- 新垣隆 - Keyboard